# Občina Pesnica
Občina Pesnica je ena od občin v Republiki Sloveniji s središčem v Pesnici pri Mariboru
Današnja občina Pesnica meri 78 kvadratnih kilometrov in šteje nekaj več kot sedem tisoč prebivalcev. Meji na občine Maribor, Kungota, Šentilj in Lenart. Občino Pesnica upravno sestavljajo krajevne skupnosti Jakobski Dol, Jarenina, Pernica, Pesnica pri Mariboru.
Prve zametke sedanje občine Pesnica je mogoče najti v nekdanji občini Maribor-Pesnica, ki se je leta 1982 izločila iz Maribora in je obsegala večji del zahodnih Slovenskih goric.
Po reformi lokalne samouprave so leta 1994 nastale tri samostojne občine Pesnica, Kungota in Šentilj.

## Naravna bogastva Pesnice
- Pesniški ribnik
- Perniško jezero

## Naselja v občini
Dolnja Počehova, Dragučova, Drankovec, Flekušek, Gačnik, Jareninski Dol, Jareninski Vrh, Jelenče, Kušernik, Ložane, Mali Dol, Pernica, Pesnica pri Mariboru, Pesniški Dvor, Počenik, Polička vas, Polički Vrh, Ranca, Ročica, Slatenik, Spodnje Dobrenje, Spodnje Hlapje, Spodnji Jakobski Dol, Vajgen, Vosek, Vukovje, Vukovski Dol, Vukovski Vrh, Zgornje Hlapje, Zgornji Jakobski Dol

## Župani (od leta 1994)
- Bojan Mažgon (1994-1998)
- Venčeslav Senekovič (1998-2018)
- Gregor Žmak (2018-)